# Jagodnoje
Jagodnoje (rusky Ягодное)  je sídlo městského typu, okresní centrum jagodninského okresu v Magadanské oblasti na ruském Dálném východě. Žije zde 2 722 obyvatel (2024).

## Geografie
Jagodnoje se nachází v jihovýchodní části Čerského pohoří na levém břehu řeky Děbin, levostranného přítoku Kolymy, v místě, kde do ní ústí potok Jagodnyj. Přibližně 340 km na jihovýchod leží vzdušnou čarou oblastní centrum Magadan, přičemž po silnici je vzdálenost přes 550 km.
Obcí prochází hlavní dopravní tepna oblasti, tzv. Kolymský trakt, která byla vybudována jako strategická spojnice Magadanu a Jakutsku. Tato silnice propojuje Jagodnoje se širší sítí silnic, což je klíčové pro logistiku a přepravu, zvláště v letních měsících, kdy jsou sněhové podmínky mírnější. Silnice Kolyma také propojuje okolní obce včetně menší osady Senokosnyj, která se nachází asi 4 km severovýchodně od Jagodného.
Jagodnoje je okresním centrem jagodninského okresu, což mu přidává na významu jako správní a dopravní uzel této odlehlé asijské části Ruka, obklopené hornatým terénem a typickou tajgovou krajinou.

## Dějiny

### Založení a raný rozvoj (1934–1949)
Jagodnoje bylo založeno v roce 1934 v souvislosti s výstavbou Kolymské trasy a s rozvojem těžby zlata v povodí Kolymy. Název obce se odvozuje od ruského slova jagoda, což znamená bobule, a reflektuje bohatství místní přírody. V počátcích byla obec osídlena pracovníky, kteří přišli na místo v rámci stavebních a geologických projektů. Ti popisovali okolí osady jako místo, kde se na každém kroku nacházelo množství lesních plodů, což podtrhuje název místa.
V průběhu druhé světové války se v Jagodnoje zvýšila těžba zlata, která byla využívána pro platby do USA v rámci programu Lend-Lease.

### Gulag a sídlo městského typu (1949–1957)
V letech 1949 až 1957 bylo Jagodnoje sídlem správy Sevlag, což byl gulag podřízený státní organizaci Dalstroj. Tento vězeňský tábor se stal místem, kde bylo v roce 1951 až 15 800 vězňů nasazeno na práce v těžbě zlata, výstavbě silnic a těžbě dřeva. V tomto období bylo Jagodnoje klíčovým bodem pro rozvoj těžebního průmyslu v oblasti. 
S vytvořením jagodninského okresu v roce 1953 bylo Jagodnoje oficiálně povýšeno na sídlo městského typu. To znamenalo nejen administrativní změny, ale také rozšíření infrastruktury a ekonomické aktivity v obci.

### Rozvoj v 50. až 70. letech
V 50. letech 20. století došlo k intenzivnímu rozvoji Jagodnoje. Byly vybudovány nové bytové domy, školské zařízení a kulturní instituce, včetně Domu kultury a Domu pionýrů. Místní podniky se začaly orientovat na produkci a zpracování místních surovin, což přispělo k ekonomickému růstu obce.
V 60. letech pak Jagodnoje zahájilo výrobu v pivovaru a mlékárně, což dále diversifikovalo místní ekonomiku.
V 70. letech se intenzivně stavěly bytové domy, ročně vznikalo v obci 150 až 200 nových bytů. V roce 1971 byla v obci otevřena nová střední škola pro 1230 žáků. Na konci sedmdesátých let zde žilo více než deset tisíc obyvatel.

### Po rozpadu SSSR
Po rozpadu SSSR došlo k ekonomickému kolapsu Jagodnoje. Privatizace a rozpad bývalých státních podniků vedly ke kolapsu těžebního průmyslu v regionu. Investoři a soukromé společnosti v turbulentních 90. letech neprojevili dostatečný zájem o pokračování těžby za tak těžkých podmínek a s vysokými náklady na přepravu. Mnoho místních podniků zkrachovalo, což vedlo k odlivu obyvatel. Region, který byl kdysi dynamickým těžebním centrem, zažil dramatický demografický pokles, protože lidé opouštěli odlehlé a těžko přístupné oblasti a hledali příležitosti v evropské části Ruska nebo v Moskvě a Petrohradu.
V průběhu 90. let a začátkem 21. století se obec Jagodnoje potýkala s postupným úbytkem populace. Do oblasti se přestaly stěhovat nové pracovní síly a mladá generace z obce postupně odcházela za lepšími pracovními příležitostmi a kvalitnějším životem jinde. Nedostatečná infrastruktura a špatná dostupnost základních služeb, jako je zdravotní péče a vzdělání, způsobily, že obec nebyla pro mladé rodiny přitažlivá.
Stát se pokusil zastavit úpadek regionu různými pobídkami, včetně daňových úlev pro těžební firmy a ekonomických programů zaměřených na rozvoj ruského Dálného východu. Nicméně izolace oblasti, vysoké náklady na život a tvrdé klima se ukázaly být velkou překážkou pro trvalý ekonomický rozvoj.

## Kultura
V roce 1991 byl v Jagodnoje vybudován pomník obětem stalinských represí z 20. až 50. let 20. století a v roce 1994 bylo vybudováno přidružené muzeum.

## Doprava
Dne 1. června 2012 bylo v Jagodnoje postaveno zcela nové letiště. První technický let na trase Magadan - Jagdnoje - Magadan byl uskutečněn 25. května 2012 na letounu Antonov AN-28. Lety do Magadanu jsou prováděny jednou týdně na letounu TVS-2MS.
Jagodnoje leží na Kolymské dálnici R504, jak se dnes oficiálně nazývá Kolymská trasa, a je vzdáleno asi 550 km od Magadanu. V Jagodnoje odbočuje silnice do bývalých těžebních center.

## Hospodářství
Jagodnoje bylo centrem těžby zlata a tomu bylo v obci vše podřízeno. Po rozpadu Sovětského svazu se těžba zlata téměř zastavila, většina podniků a dolů v obci zkrachovala, což vedlo k masovému exodu obyvatelstva.
V roce 2024 je ekonomika obce Jagodnoje stále závislá na těžbě zlata, uhlí a dalších surovin. Přes občasné investice do obnovy těžebního průmyslu a zavádění technologických inovací zůstává většina podniků v regionu podfinancovaná. Pokusy o oživení oblasti jsou dále komplikovány nedostatečnou infrastrukturou – silnice jsou ve špatném stavu a vzdálenost od hlavních dopravních tepen zůstává významnou překážkou.